# Andronic II Paléologue
Vous lisez un « bon article » labellisé en 2011.
Pour les articles homonymes, voir Andronic.
Andronic II Paléologue (grec : Ἀνδρόνικος Βʹ Παλαιολόγος), dit l'Ancien, est un empereur byzantin du 11 décembre 1282 au 23 mai 1328, né le 25 mars 1259 et mort au mont Athos le 13 février 1332, fils de Michel VIII Paléologue et de Théodora Vatatzès.
Il hérite d'un Empire restauré à la suite de la reprise de Constantinople par son père face à l'Empire latin en 1261. Toutefois, malgré cet important succès, Michel VIII n'a pas eu les moyens de rétablir l'Empire dans ses anciennes frontières et Andronic devient empereur d'un État épuisé par la politique extérieure de son père. En effet, Constantinople doit faire face à de nombreuses menaces sur ses différentes frontières et Andronic est en présence de nombreux défis, à la fois internes et externes. Souvent dénigré, car son règne marque le début d'un déclin inéluctable, Andronic n'a pas les moyens de surmonter tous les défis qui se présentent à lui. Le trésor de l'État est vide et ses forces armées sont considérablement diminuées, tandis que l'économie de l'Empire est asphyxiée par les guerres entre Venise et Gênes auxquelles il est souvent mêlé. Enfin, les diverses querelles religieuses qui émaillent le règne d'Andronic fragilisent encore plus l'Empire byzantin déclinant. Malgré tout, Andronic a contribué à réaliser une entreprise de renaissance culturelle, ainsi que des réformes financières et judiciaires durables.
Au cours de son règne, Andronic II prend le contre-pied de la politique de son père. Il met en place une réforme financière drastique qui réduit les effectifs de l'armée, s'oppose à la politique d'union religieuse avec Rome et tente de freiner l'avance turque en Asie mineure.

## Jeunesse et personnalité
Andronic II est associé au trône dès 1272 par Michel VIII Paléologue, ce dernier voulant légitimer la dynastie des Paléologue, tout juste montée sur le trône byzantin. En 1278, il est envoyé à la tête d'une armée en Asie mineure pour combattre la progression turque dans la région du Méandre. Dans les faits, c'est le grand domestique Michel Tarchaniotès qui dirige l'armée. Celle-ci réussit à chasser les Turcs de la région et Andronic II décide de rebâtir la ville de Tralles, qu'il renomme « Andronicopolis ». Il demande à Michel Tarchaniotès d'y amener 36 000 habitants et de bâtir des murailles, mais l'approvisionnement de la ville est oublié. Cela entraîne la chute d'Andronicopolis vers 1280, après le départ d'Andronic. Cette défaite conduit à la fin de la domination de l'Empire byzantin au sud-ouest de l'Asie mineure.

L’Empire byzantin sous Michel VIII en 1265.

Andronic ne dispose pas des mêmes qualités de chef d'État que son père et cela explique l'état de désagrégation avancée dans lequel se trouve l'Empire à la fin de son règne. À l'image de nombre de ses prédécesseurs, Andronic, très religieux, s'implique beaucoup dans les querelles théologiques. Il apparaît aussi rempli d'incertitudes, octroyant ainsi une forte influence à son entourage. Ainsi, Andronic se laisse facilement influencer par ses ministres tels que Théodore Mouzalon ou Théodore Métochitès. 
Conscient de l'état des forces de l'Empire, il peine à y remédier par des réformes plus ou moins efficaces, quand il n'accroît pas son déclin.

## Un contexte troublé

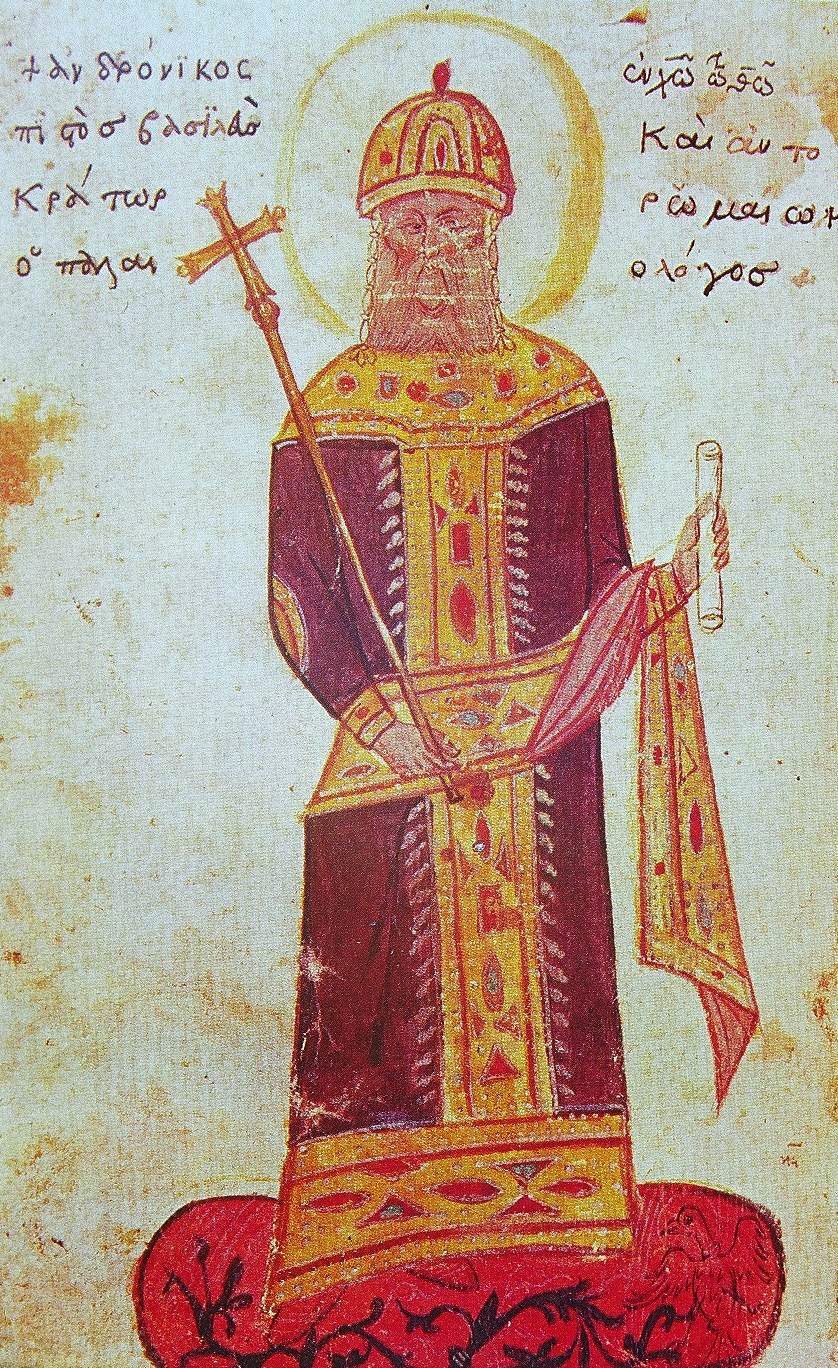
Miniature de, qui recoit de son père un Empire restauré mais affaibli.

### Un Empire restauré
En 1261, Michel VIII accomplit le plus fervent désir des empereurs de Nicée en reprenant Constantinople. Il rend à l'Empire byzantin sa capitale traditionnelle et semble à nouveau en mesure de donner à l'Empire l'influence mondiale qu'il avait auparavant. Durant son règne, si Michel VIII ne réussit pas à étendre les frontières de l'Empire de manière substantielle (à l'exception des îles de la mer Égée reprises par Licario), il parvient toutefois à préserver l'Empire des différentes menaces qui pèsent sur son existence. Il contient le danger bulgare, isole le despotat d'Épire mais surtout, il parvient à parer au danger angevin représenté par Charles Ier d'Anjou. Ce dernier souhaite rétablir la domination latine avec le soutien de la papauté mais Michel VIII réussit à se concilier les bonnes grâces du Saint-Siège en approuvant l'Union des deux Églises au deuxième concile de Lyon de 1274 malgré la virulente opposition d'une grande partie du clergé et de la population. Dans le même temps et grâce au soutien aragonais, il parvient à susciter un mouvement de rébellion au sein de la population sicilienne connu sous le nom de Vêpres siciliennes qui renverse Charles Ier d'Anjou en 1282. Enfin, Michel VIII tente d'agir activement sur le front oriental contre la menace seldjoukide mais la mort l'emporte avant qu'il n'ait pu lancer de grande offensive dont certaines sources mentionnent le projet.

### Des crises multiples
Les succès de Michel VIII dissimulent un Empire ruiné et déclinant. La reconquête de Constantinople est surtout rendu possible par l'extrême faiblesse de l'Empire latin, abandonné par les puissances occidentales, à l'exception de Venise. Constantinople n'a pas les moyens de défendre militairement toutes ses frontières et doit recourir à des expédients dont le meilleur exemple se trouve dans la politique unioniste menée par Michel VIII, visant à mettre fin au schisme divisant la chrétienté. Or c'est la persistance de ce schisme qui motive la papauté à détruire l'Empire byzantin qui espère par-là mettre fin à la division de l'Église chrétienne. Par ailleurs, l'Union permettrait à Constantinople de se prémunir face aux menaces de ses adversaires latins qui s'appuient sur le soutien du pape. Toutefois, loin de faire l'unanimité au sein de la population byzantine, cette politique renforce les tensions.
Dans le même temps, les Byzantins semblent ne pas avoir conscience de la menace représentée par les Turcs en Anatolie. Divisés en multiples beylicats, ils conquièrent peu à peu les territoires asiatiques de l'Empire, délaissés depuis le rétablissement de la souveraineté byzantine à Constantinople. Cet événement déplace le centre de gravité de l'Empire vers l'Europe. Or, la perte de ces territoires entraîne un déclassement progressif de l'Empire byzantin qui doit faire face à une situation financière de plus en plus alarmante du fait de l'intense activité diplomatique déployée par Michel VIII.
Ce déclin économique est aggravé par la concurrence très forte entre Venise et Gênes qui tentent de conquérir le monopole du commerce régional aux dépens de l'Empire byzantin. Par ailleurs, le règne de Michel VIII entraîne une prédominance de plus en plus importante de la noblesse au détriment des petits propriétaires, ce qui ruine encore un peu plus les fondations traditionnelles de l'Empire byzantin.
Ainsi, en 1282, Andronic II hérite d'un Empire restauré mais profondément affaibli, privé du prestige qu'il avait au XIIe siècle, avant le sac de Constantinople de 1204. La survivance des États grecs d'Épire et de Thessalie ou des États francs de Grèce (duché d'Athènes, principauté d'Achaïe) symbolisent ce déclin de l'Empire byzantin qui ne parvient pas à se refonder sur une base unique et solide. Dès le début de son règne, Andronic II apparaît ainsi comme le souverain d'une puissance régionale en déclin.

## La politique intérieure d'AndronicII

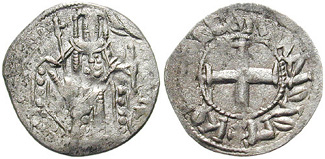
Monnaie à l'effigie d'Andronic II Paléologue.

Son règne est marqué par le délabrement des finances publiques, le relâchement du système administratif, la fin de l'union avec l'Église catholique et les tensions au sein de l'Église byzantine, la réduction des effectifs de l'armée et la suppression de la flotte de guerre.

### La politique religieuse
À l'image de nombreux autres empereurs byzantins avant lui, Andronic II accorde une grande importance aux questions religieuses malgré l'imminence de dangers autrement importants. En effet, il est persuadé que la stabilité de l'Empire passe avant tout par la résolution des crises frappant l'Église byzantine.

#### La fin de l'union
Durant son règne, Michel VIII s'est efforcé de renouer avec l'Église catholique pour conjurer toute tentative de l'Occident de reprendre Constantinople et de rétablir l'Empire latin de Constantinople. Cette politique aboutit en 1274 à l'Union des deux Églises, déclarée lors du deuxième concile de Lyon. Toutefois, une grande partie du clergé grec s'oppose à cet acte tandis que les papes lui demandent de plus en plus de concessions. Ces événements fragilisent l'Union des Églises. Andronic II est conscient de cette réalité et, devant l'hostilité de la population, il se place du côté des anti-unionistes. Cette politique est symbolisée par l'enterrement de Michel VIII dans un petit monastère en Thrace d'une part, le retour de Joseph de Constantinople sur le trône patriarcal d'autre part. Jean XI Vekkos, l'ancien patriarche unioniste, est exilé lors d'un concile à Brousse en 1283.
Si l'Empire ne connaît pas d'effusions de sang, les unionistes subissent diverses vexations et les anti-unionistes demandent des condamnations. Ainsi, toujours en 1283, un nouveau synode est convoqué près du palais des Blachernes qui oblige Théodora Vatatzès, la veuve de Michel VIII, à faire acte de contrition. En 1285, les anti-unionistes reviennent à la charge et obtiennent l'ouverture d'un nouveau synode pour obtenir le repentir de Jean XI Vekkos et d'autres ecclésiastiques, sans résultat, et Jean XI est emprisonné. Ce synode se termine par la publication d'un texte rappelant les thèses orthodoxes, mais sa précision entraîne des contestations au sein même du camp unioniste dirigées entre autres par Théolepte de Philadelphie. Ce dernier condamne le patriarche Grégoire II de Chypre lors d'un synode en 1289, ce qui entraîne une nouvelle vacance du siège patriarcal.

#### La question arsénite
La déposition en 1266 du patriarche Arsène Autorianos qui avait excommunié Michel VIII pour avoir fait aveugler Jean IV Lascaris a entraîné une violente querelle au sein de l'Église byzantine. En effet, Arsène conserve de nombreux partisans en Asie mineure et sa mort, en 1273, n'empêche pas la continuation du schisme arsénite. Ses partisans refusent de suivre le patriarcat de Constantinople. La mort de Joseph de Constantinople et son remplacement par Grégoire II de Chypre ne change rien à la situation car les arsénites espèrent la montée d'un des leurs sur le trône. Andronic II réunit un concile à Adramyttion pour mettre fin à la division mais les deux partis ne peuvent se réconcilier. Les arsénites continuent de demander l'éviction de Grégoire II de Chypre. Andronic II tente alors de diviser le mouvement en se conciliant les plus modérés, car la question arsénite est plus une question politique que religieuse. Les partisans d'Arsène sont souvent des partisans de la famille Lascaris, prétendante légitime du trône impérial depuis l'éviction de Jean IV Lascaris par Michel VIII Paléologue.
En conséquence, Andronic II rend visite à Jean IV Lascaris dans sa prison en mer de Marmara pour lui demander pardon et se faire accepter comme empereur par le prédécesseur déposé de son père. Malgré ces différentes actions, la cause arsénite reste vivace et ne finit par décroître qu'avec l'invasion progressive des derniers territoires asiatiques de l'Empire byzantin par les Seldjoukides. Cela permet au patriarche Niphon de Constantinople de trouver une solution au schisme de l'Église orthodoxe en 1310. Une bulle d'or met définitivement fin au conflit et promet que ni Athanase Ier, ni Jean XI Vekkos ne seront rappelés sur le trône patriarcal, tandis que le nom de Joseph de Constantinople est effacé des diptyques. En septembre 1310, une encyclique du patriarche consacre l'unité de l'Église orthodoxe malgré la persistance de quelques mouvements arsénites isolés.

#### Le patriarcat d'AthanaseIer
Pour succéder à Grégoire II de Chypre en 1289, Andronic II obtient l'élection au trône patriarcal d'Athanase Ier de Constantinople, ermite du mont Athos, connu pour son mode de vie ascétique et son attachement aux principes du monachisme primitif. Soucieux de réformer l'Église, Athanase dénonce les excès des prêtres, accusés d'amasser des richesses, et confisque les biens des monastères au profit des nécessiteux. Georges Pachymère, comme Nicéphore Grégoras, insistent tous les deux sur l'extrême frugalité de son existence. Selon Athanase, les calamités qui s'abattent sur l'Empire et sur l'Église sont dues à l'excès de luxe et de fastes. Ainsi, il détourne une partie des revenus d'un monastère pour assister les pauvres. Ces mesures, soutenues par l'empereur que certains soupçonnent d'être soumis au patriarche, entraînent de vives protestations parmi la population et les milieux ecclésiastiques. Sous la pression, Athanase finit par démissionner tout en édictant un document dans lequel il prononce l'anathème contre ceux qu'il accuse d'être la cause de son départ. Il est remplacé par le moine Jean de Sozopolis, qui devient patriarche en 1294 sous le nom de Jean XII Kosmas. S'il est plus diplomate qu'Athanase, il refuse d'entériner la demande d'Andronic II qui veut instituer l'excommunication des personnes se rebellant contre l'autorité impériale. Toutefois, il soutient l'empereur dans sa démarche de condamnation de certains évêques qui soudoient leurs électeurs pour parvenir à l'épiscopat.
Malgré cet accord entre les deux autorités byzantines, Jean XII s'oppose à plusieurs reprises à Andronic II qui pense à rappeler Athanase. En 1302, Jean XII Kosmas menace de démissionner et Andronic II joue sur les prétendus dons prophétiques d'Athanase Ier de Constantinople pour légitimer son retour en juin 1303. De nouveau, Athanase entame une politique de rigueur qui frappe le clergé. Ce dernier s'oppose fortement au patriarche mais l'empereur soutient Athanase. Ce dernier aide efficacement les réfugiés en provenance d'Asie mineure. Dans le même temps, il dépouille les patriarches d'Alexandrie, d'Antioche et de Jérusalem de leurs propriétés. En 1309, Athanase décide de se consacrer définitivement à la vie monastique. Il est remplacé par Niphon de Constantinople, qui devient patriarche le 9 mai 1310. Bien moins ascétique que son prédécesseur, il cherche surtout à préserver l'unité de l'Église.
À partir de Niphon, le siège patriarcal change de titulaire très souvent. En 1314, Niphon cède la place à Jean XIII Glykys après avoir été condamné pour simonie. Jean XIII Glykys se retire en 1319 et Gérasime Ier de Constantinople lui succède jusqu'à sa mort en 1321. Après un intermède de deux ans, Isaïe de Constantinople accède au patriarcat en novembre 1323. Malgré cette instabilité, l'influence de l'Église reste forte et le patriarche bénéficie de nouvelles compétences sous Andronic II. Ainsi, en novembre 1312, Andronic détache le mont Athos de son autorité pour le placer sous l'autorité du patriarche, décidant que le primat des monastères serait désormais nommé par le patriarche. Dans le même temps, le prestige de l'Église byzantine en Europe s'accroît à mesure que les frontières de l'Empire se réduisent. Ainsi, Andronic II crée le poste de métropolite de Lituanie dont le premier titulaire est sacré par Jean Glykys.

### Difficultés financières

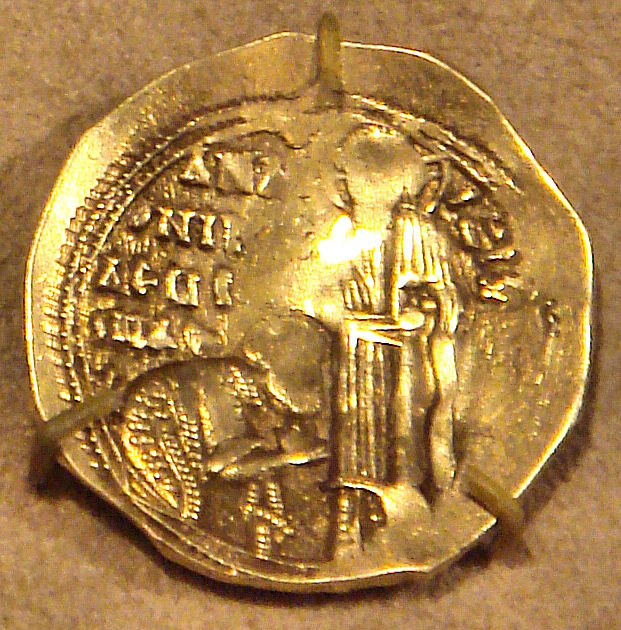
Hyperpérion en or représentant Andronic II à genoux devant le Christ. Tout au long de son règne, la monnaie byzantine subit de régulières dévaluations.

À la mort de Michel VIII, l'état catastrophique des finances de l'Empire oblige Andronic II à réduire les dépenses. Toutefois, il est communément admis que l'empereur va trop loin dans cette voie et qu'il prive ainsi l'Empire d'une grande partie de sa puissance militaire. Ainsi, l'armée voit ses effectifs réduits de manière drastique, et son recrutement, qui repose sur des mercenaires depuis des décennies, baisse en qualité. Ce sont des Crétois ou des Alains fuyant respectivement la domination vénitienne ou l'avance des Tatars qui composent une grande partie de l'armée. La flotte de guerre est démantelée faute d'argent. Andronic II s'appuie sur son alliance avec Gênes car Charles Ier d'Anjou est mort en 1285 et, avec lui, ce sont les dangers d'une invasion partant de l'Italie qui s'évanouissent. Cette politique désastreuse place l'empire dans la dépendance de Gênes, soucieuse avant tout de ses propres intérêts et laisse à l'abandon les îles de la mer Égée tandis que les équipages de la désormais défunte marine byzantine se tournent vers les Italiens ou les Seldjoukides pour assurer leur subsistance. Face à l'invasion progressive des côtes occidentales de l'Asie mineure par les Turcs, qui commencent à construire une flotte, Andronic II tente néanmoins de reconstituer la marine byzantine avec une nouvelle flotte. Il fait construire dix navires, mais cela reste très insuffisant.
Andronic se fixe comme objectif le maintien d'une armée permanente de 3 000 cavaliers,. C'est une force insignifiante par rapport aux troupes que Michel VIII Paléologue était capable de réunir, et Nicéphore Grégoras parle de l'armée byzantine comme de la risée du monde entier.
Dans le même temps, l'économie de l'Empire n'est pas en mesure de produire des richesses, destinées à le soutenir. Si celui-ci en dispose encore, elles sont aux mains de quelques grands propriétaires. De surcroît, Michel VIII a instauré la transmission héréditaire du fief reçu par donation impériale (la « pronoia »), entraînant une féodalisation de l'Empire tandis que l'obligation militaire que doivent les pronoiaires tombe peu à peu en désuétude. Ce régime conduit à une diminution progressive des effectifs autochtones, ce qui force l'Empire à recruter des mercenaires. En outre, les richesses deviennent la propriété des seuls grands propriétaires (parmi lesquels figurent de nombreux monastères) qui s'opposent à toute volonté impériale de les partager plus équitablement. Cette féodalité des grands domaines détourne ainsi d'importants revenus au profit de l'aristocratie et des monastères. Mesurant l'impossibilité de s'attaquer aux biens ecclésiastiques, Andronic II tente de taxer les propriétaires laïcs, mais ceux-ci font peser le poids des taxes sur les parikoi, c'est-à-dire les paysans travaillant la terre au sein des grandes propriétés. Ainsi, Andronic finance son expédition navale de 1283 en Thessalie en instaurant une dîme sur le produit des domaines des pronoiaires, et Georges Pachymère affirme que ce sont bien les parikoi qui supportent le poids de cette dîme. La situation est aggravée par les vagues de réfugiés qui fuient les avancées seldjoukides et se réfugient dans les grandes villes telles que Constantinople ou Thessalonique. En définitive, la puissance de l'aristocratie foncière ne fait que s'accroître durant le règne d'Andronic II au détriment de l'autorité impériale, d'autant plus qu'Andronic II tente de s'appuyer sur elle lors de sa guerre civile contre Andronic III Paléologue en lui donnant de nouveaux privilèges.

#### La monnaie
Sous Andronic II, la monnaie byzantine perd progressivement en valeur au point de voir son crédit chuter à l'étranger au profit des monnaies des républiques italiennes. Alors qu'au début du XIIIe siècle, la monnaie byzantine possède 90 % de sa valeur nominale, ce taux descend à moins de 50 % à la suite de la crise économique du début du XIVe siècle. Cette dépréciation a pour conséquence directe un renchérissement des prix alimentaires, qui ruine la population byzantine, tandis que la monnaie d'or byzantine devient un objet de thésaurisation. Les différentes mesures d'Andronic II pour renflouer les caisses de l'État restent sans grands effets, d'autant plus que les rentrées douanières sont confisquées par les républiques italiennes. À l'époque du Haut Moyen Âge, les rentrées annuelles de l'Empire s'élèvent à sept, voire huit millions de nomismata. Sous Andronic II, le budget annuel de l'Empire ne dépasse pas le million d'hyperpérion dont une bonne partie sert à payer divers tributs. En effet, l'armée byzantine étant réduite au strict minimum, Andronic n'a pas d'autres moyens pour assurer la sécurité de l'Empire que d'acheter la paix.

### Les mutations de l'administration byzantine

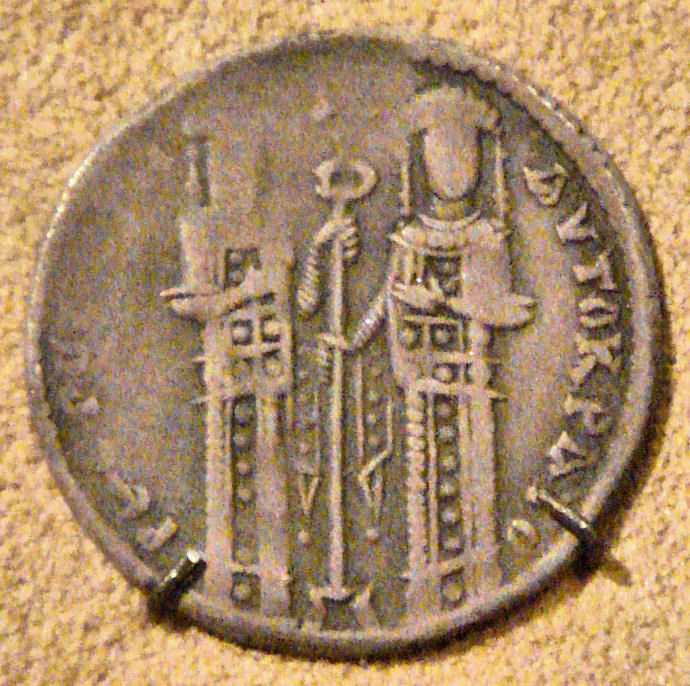
Andronic II et Michel IX sur un basilikon en argent.

La nomination du fils d'Andronic II, Michel IX Paléologue comme co-empereur dès 1294 confirme la tendance née sous le règne de Michel VIII. Sous les Paléologue, le co-empereur bénéficie de compétences importantes qui égalent celles de l'empereur, et Michel IX joue un grand rôle dans la politique impériale, ne serait-ce qu'en tant que chef militaire. Peu à peu, le centralisme traditionnel de l'Empire byzantin se mue en un partage du pouvoir entre membres de la famille impériale. Toutefois, cette évolution reste éloignée du modèle féodal occidental comme en témoigne la brouille entre Andronic II et sa deuxième femme, Yolande de Montferrat, qui souhaite un partage du pouvoir impérial entre tous les princes impériaux. Voici ce qu'en pense Nicéphore Grégoras :

« Chose inouïe, elle voulait que les fils de l'empereur gouvernent, non pas monarchiquement suivant l'antique coutume romaine, mais se partagent, à l'image des Latins, villes et terres de l'Empire, que chacun de ses fils ait un territoire particulier à lui dévolu en bien propre et que les diverses parties leur soient transmises par voie de succession, suivant la législation de la propriété des personnes privées, de leur père à eux, d'eux à leurs enfants à la suite de leur descendance. Cette impératrice, en guise d'explication, était d'origine latine et elle avait aussi pris aux Latins ce nouvel usage qu'elle envisageait d'introduire parmi les Romains. »

Malgré tout, l'autorité impériale sur les provinces byzantines est de plus en plus faible et ne réside plus que dans la personnalité du gouverneur. Ce dernier est souvent un personnage proche de l'empereur et il ne reste que peu de temps en poste, les dangers d'une rébellion restant trop importants. Parfois, cette faiblesse du pouvoir impérial permet aux grands propriétaires de prendre le contrôle des provinces. L'aristocratie confirme sa domination sur la vie de l'Empire depuis l'arrivée des Paléologue au pouvoir, et son niveau de vie élevé contraste avec la misère de plus en plus grande d'une paysannerie écrasée par le poids des taxes.
Andronic II change l'administration du Péloponnèse, sous domination byzantine. D'un gouverneur militaire nommé pour un an, on passe à un système de députés impériaux aux compétences plus larges et aux missions plus longues. Peu à peu, la puissance byzantine dans le Péloponnèse renaît, tandis que le port de Monemvasia reçoit d'importants privilèges commerciaux pour s'opposer à la puissance économique des Républiques italiennes.

#### La réforme de la justice
Parmi les quelques réussites d'Andronic II figure sa réforme judiciaire, entamée à la suite du tremblement de terre frappant Constantinople en 1296. Interprété comme un signe de la colère divine, cet événement entraîne la réforme du système de justice pour combattre la corruption et le non-respect des lois. L'ancien tribunal de l'hippodrome est remplacé par une cour de douze juges (évêques, clercs, sénateurs). L'empereur fait prêter serment aux juges d'être impartiaux envers n'importe quel citoyen de l'Empire. Les arrêts pris à l'unanimité s'imposent à tous, y compris à l'empereur. Malgré le succès de cette institution nouvelle, elle semble disparaître assez vite lors de la guerre civile entre Andronic II et Andronic III. Toutefois, deux principes naissent de cette réforme : la nécessité d'une cour de justice supérieure à toutes les autres et constituée d'hommes intègres, ainsi que celle d'une forte proportion d'hommes d'Église au sein de tribunaux laïcs.

## Diplomatie
Confronté à une multitude d'adversaires, l'Empire byzantin n'a pas les moyens de mener une politique offensive contre eux et tente de parer à chaque nouveau danger sans plan d'ensemble. À la même époque, les Turcs s'emparent des derniers territoires byzantins asiatiques sans que Constantinople n'ait réellement conscience de la gravité de la menace turque.

### Les républiques maritimes

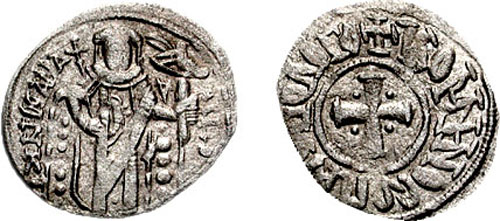
Monnaie d'Andronic II Paléologue.

Depuis la prise de Constantinople en 1204, les républiques maritimes italiennes occupent une grande partie de l'ancien espace maritime byzantin. Que ce soit Gênes ou Venise, chacune des cités n'hésite pas à se confronter avec Constantinople et à lui faire concurrence en ce qui concerne les fruits du commerce régional. La chute de l'Empire latin de Constantinople soutenu par Venise entraîne un certain déclassement de celle-ci dont profite Gênes. Ainsi cette dernière ville assure-t-elle à la fois le ravitaillement de l'Empire de nombreuses denrées mais aussi la défense maritime de celui-ci. Toutefois, on note un certain retour en grâce de Venise à partir de 1285. Le traité de 1277 est en effet rétabli. Les Vénitiens bénéficient d'un quartier au sein de la cité impériale et voient leur souveraineté confirmée sur la Crète. La chute de Saint-Jean-d'Acre en 1291 et la fin des États latins d'Orient privent Venise de sa dernière place dans la région. Très vite, elle se tourne vers la mer Noire, monopolisée par les Génois qui se sont implantés dans les anciens territoires byzantins de Crimée.
En juillet 1296, quelques jours après qu'un tremblement de terre eut sérieusement endommagé la capitale byzantine, les Vénitiens lancent une attaque contre Constantinople et Galata. Andronic II fait arrêter tous les citoyens vénitiens à titre de représailles mais ne peut empêcher la flotte vénitienne de mettre à sac les habitations génoises et byzantines situées en dehors des murailles. Très vite, Andronic se retrouve pris au piège dans l'escalade des tensions entre Venise et Gênes. Cette dernière réagit en massacrant les nobles vénitiens de Constantinople. En retour, et malgré les explications d'Andronic, Venise envoie 18 navires à Constantinople. Ces derniers exigent une indemnisation et, face au refus des Byzantins, ils brûlent certains bâtiments près des Blachernes, avant de piller les côtes de la mer de Marmara pour constituer des prisonniers et obtenir indirectement l'indemnisation attendue grâce aux rançons. Si la lutte entre Venise et Gênes s'achève en 1299, après la défaite de Venise l'année précédente, la guerre byzantino-vénitienne se prolonge encore jusqu'en 1302, date à laquelle Andronic refuse à nouveau de verser une quelconque indemnité. Les Vénitiens envoient alors une nouvelle flotte ravager les alentours de Constantinople et menacer de tuer tout un groupe de réfugiés en provenance d'Asie mineure pour obtenir une rançon de 4 000 hyperpérion. Dénué de flotte, Andronic doit renoncer à toute forme de résistance et, en septembre 1302, il s'engage dans un traité à verser la somme demandée. En 1310, ce même traité est prorogé pour une durée de douze ans. Paradoxalement, Gênes profite de ces événements pour accroître l'autonomie de sa colonie, Galata en y construisant une muraille. Andronic II reconnaît les droits de cette cité dans plusieurs chartes successives mais, à la différence de son prédécesseur, il n'a plus les moyens de faire reconnaître la suzeraineté byzantine sur Galata.
Outre l'action néfaste des républiques maritimes, Andronic subit aussi les agissements de pirates italiens qui profitent de la disparition de marine byzantine pour se tailler des fiefs dans la région de la mer Égée. Les frères Zaccaria étendent leur domaine autour de Phocée et bâtissent une nouvelle ville (Nea Phokaia), tandis que Benedetto Zaccaria s'empare de l'île de Chios en 1304 au prétexte qu'elle est dénuée de tout moyen de défense contre les Turcs. C'est le début d'une période de domination italienne sur l'île qui dure jusqu'en 1329. Domenico Cattaneo agit de la même façon à Lesbos. Enfin, dernier exemple de l'instabilité des alliés italiens de l'Empire : Andrea Morisco, alors au service d'Andronic II, s'empare de l'île de Ténédos après avoir combattu les Vénitiens et les Turcs.

### Le retour du danger angevin

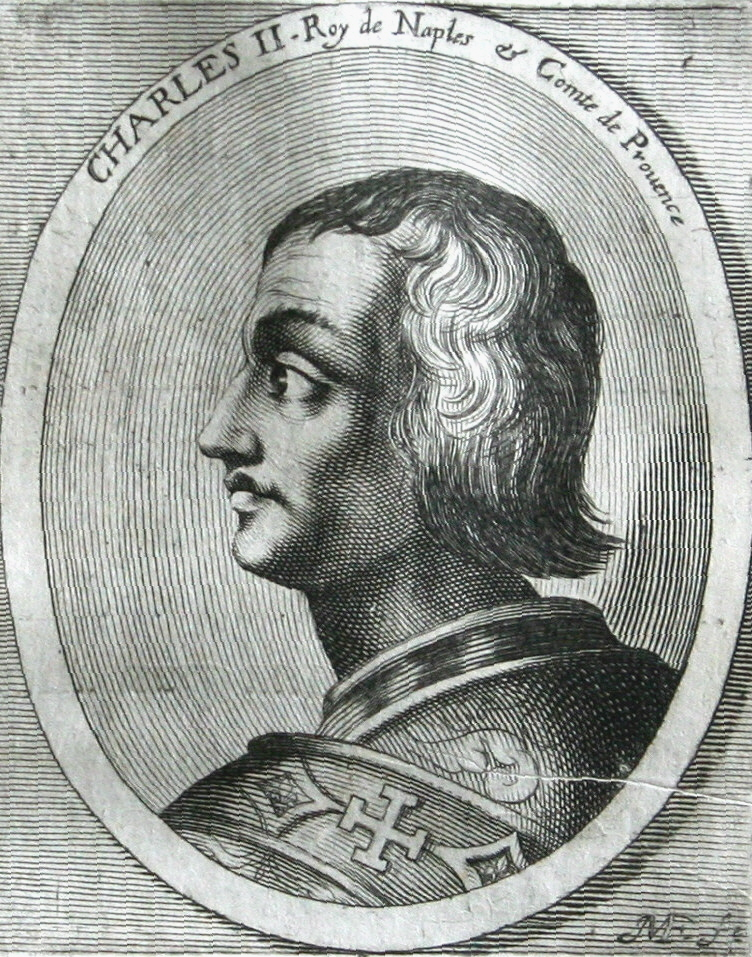
Charles II d'Anjou reprend les desseins anti-byzantins de son père.

La mort de Michel VIII et la restauration de l'orthodoxie privent le despotat d'Épire d'un de ses moyens d'action, cette question étant un motif légitimant sa prétention au trône constantinopolitain. Le despote Nicéphore Ier Doukas accepte assez vite l'idée d'un compromis, et son épouse, Anne Paléologue Cantacuzène, assiste au concile d'Adramyttion. Toutefois le demi-frère de Nicéphore Ier Doukas, Jean Ier Doukas, « sébastokrator » de Thessalie, reste un farouche adversaire de l'Empire et prévoit de céder le flambeau de la résistance à son fils Michel. Pour l'éliminer, Andronic demande à Anne de lui livrer Michel et c'est pour cela qu'il envoie en 1283 une partie de sa flotte et de son armée en Thessalie sous le commandement de Tarchaniotès. Si la campagne militaire échoue, Anne réussit bien à faire prisonnier Michel en l'attirant en Épire par de fausses promesses de mariage avec sa fille. Michel est emprisonné à Constantinople et sert de moyen de pression envers Jean. Andronic aurait même pu assurer le retour de l'Épire dans le giron impérial en assurant le mariage de son fils Michel IX Paléologue avec Thamar Ange Comnène, la fille de Nicéphore et d'Anne. Cela aurait permis à Michel IX de devenir le souverain légitime de l'Épire, mais le patriarche refuse cette union contraire au droit canonique.
La mort de Jean Ier Doukas en 1289 laisse aussi espérer un règlement de la question des États grecs du nord de la Grèce, mais Andronic II doit composer avec le retour de la menace angevine. En effet, Charles II d'Anjou, le fils de Charles Ier d'Anjou, est libéré par l'Aragon en 1289 et arrive sur le trône de Naples. Il tente alors de rétablir la souveraineté angevine sur l'Albanie et les côtes occidentales de la Grèce, tout en faisant valoir sa suzeraineté sur la principauté d'Achaïe dirigée par la veuve de son frère Philippe d'Anjou, Isabelle de Villehardouin.
Toutefois, le mariage d'Isabelle avec Florent de Hainaut change la donne. Ce dernier se voit reconnaître le titre de prince mais décide de signer une trêve avec Constantinople en 1290. Malgré tout, Florent continue de servir la politique de Charles II contre l'Empire byzantin. En 1291, il devient l'intermédiaire entre le royaume de Naples et l'Épire pour faire renaître l'alliance qui existait entre les deux entités sous Charles Ier d'Anjou. L'alliance prévoit entre autres le mariage de la fille de Nicéphore, Thamar Ange Comnène, avec Philippe Ier de Tarente, le fils de Charles II, ce qui signifie que Philippe Ier deviendrait le suzerain de l'Épire à la mort de Nicéphore. Un tel accord rappelle de mauvais souvenirs à l'Empire byzantin qui craint que l'Épire ne devienne une tête de pont dans les Balkans pour la puissance angevine. Andronic envoie alors une armée en Épire, sous la direction de Michel Glabas Tarchaniotès, soutenue par la marine génoise. Cette campagne aboutit à la prise de Ioannina et de Durazzo mais les Byzantins doivent se replier en 1293 tout comme les Génois qui ont pillé les côtes de l'Épire. Ce repli est causé par l'intervention des alliés de Nicéphore. En effet, Florent de Hainaut envoie des renforts tout comme Riccardo Orsini.
En 1294, le mariage entre Philippe Ier de Tarente et Thamar Ange Comnène est conclu, ce qui permet aux Angevins de disposer à nouveau d'une coalition solide contre l'Empire byzantin. Toutefois, cette menace n'est qu'apparente car la principauté d'Achaïe fait face à de graves dissensions internes qui profitent aux Byzantins. Cette faiblesse de la coalition anti-byzantine est symbolisée par les divisions qui frappent le despotat d'Épire à la suite de la mort de Nicéphore en 1296. Les souverains de Thessalie tentent d'en profiter pour annexer le territoire et Anne Paléologue Cantacuzène doit se résoudre à demander l'aide des Byzantins. Ces derniers obtiennent le mariage de Thomas Doukas, le fils de Nicéphore Ier Doukas, avec l'une des filles de Michel IX Paléologue. Néanmoins, les Byzantins ne peuvent profiter longtemps de ces événements du fait de l'intervention des Serbes qui s'emparent de Dyrrachium et font peser sur l'Empire byzantin une nouvelle menace.

### La menace serbe

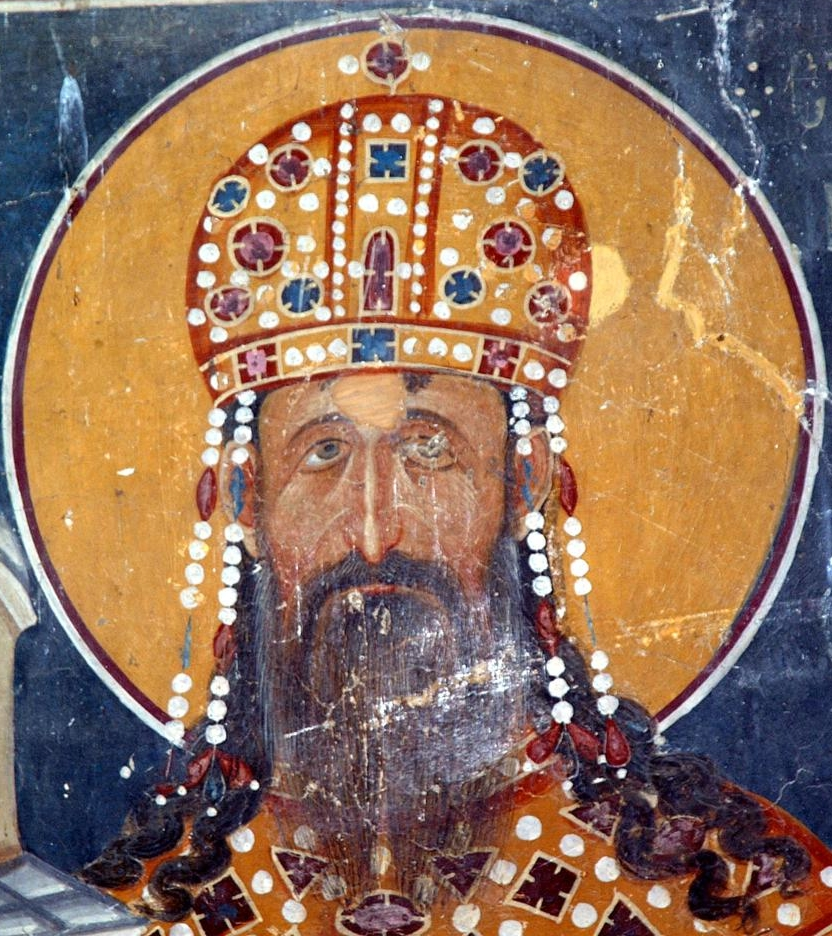
Le roi Stefan Uroš II Milutin débute l'ère d'expansion serbe au détriment de l'Empire byzantin.

La menace angevine disparaît au cours du règne d'Andronic, mais l'empire la voit substituée par l'expansion serbe, de plus en plus inquiétante pour l'Empire byzantin. À l'image des Bulgares qui souhaitent faire de Constantinople la capitale d'un empire slavo-grec, les Serbes cherchent à mettre la main sur la cité impériale. Depuis le sac de Constantinople, les Serbes sont un peuple indépendant et gagnent en puissance avec le déclin de l'Empire bulgare et l'ouverture de mines d'argent. En 1282, Stefan Uroš II Milutin accède au trône serbe et commence l'ère d'expansion en direction de la Macédoine byzantine. Dès 1282, Skopje tombe, bientôt suivie de Serrès, puis les Serbes finissent par atteindre la mer Égée. L'envoi de Tatars contre eux par Andronic n'a que peu d'effets. L'armée serbe est très supérieure et menace de plus en plus Thessalonique.
En 1297, Michel Tarchaniotès tente de repousser les Serbes mais sans succès. Pour les Byzantins, la Macédoine est définitivement perdue et ils cherchent un accord diplomatique. Pour cela, Andronic propose la main de sa sœur Eudocie à Stefan Uroš II Milutin. Toutefois, Eudocie se montre réticente à partir en Serbie au sujet de laquelle les Byzantins ont un opinion a priori négatif, d'autant plus que Stefan Uroš II Milutin est connu pour son infidélité. Andronic décide alors de proposer à Stefan la main de son autre fille, Simone Paléologue, âgée de cinq ans. Malgré les protestations de l'Église, le mariage est conclu en 1299 à Thessalonique et la dot comprend les territoires macédoniens perdus par Constantinople, légalisant ainsi les conquêtes serbes. Cette union scelle la paix entre l'Empire byzantin et la Serbie, malgré l'opposition des nobles serbes qui voient dans une guerre l'occasion de faire des conquêtes fructueuses. Ce mariage favorise la pénétration de l'influence culturelle byzantine au sein de la Serbie et encourage les Serbes dans leur idée d'ériger un empire slavo-grec.

### Le péril turc
Peu de temps avant sa mort, Michel VIII Paléologue se consacre à parer aux avancées turques en Asie mineure qui menacent les territoires asiatiques de Constantinople. Toutefois, Andronic II délaisse l'Asie mineure dès son accession au trône malgré l'imminence du danger. La question turque reste secondaire pour l'Empire, occupé par les questions internes ou européennes. Pourtant, les Turcs multiplient non seulement les raids contre les territoires byzantins mais s'installent aussi sur les territoires conquis tandis que les populations grecques opposent peu de résistance. ce n'est qu'en 1290 qu'Andronic mène une politique active en Asie mineure. Il choisit même de s'y installer et de laisser son fils Michel IX Paléologue aux commandes de l'État. Andronic consacre la plupart de son temps à inspecter les défenses de l'Empire dans la région mais finit aussi par découvrir un complot de son frère Constantin Paléologue et du général Michel Stratégopoulos. Cette opposition amène Andronic à rentrer à Constantinople en 1293 où les comploteurs sont jugés et bien souvent emprisonnés. Toutefois, cet événement prouve le peu de loyauté des populations locales envers le gouvernement puisqu'elles soutiennent la cause des rebelles. En ce qui concerne sa politique contre les Turcs, Andronic rétablit brièvement le système des akritoi (des colons soldats chargés d'assurer la défense de leur territoire) mais ces derniers sont bientôt contaminés par l'esprit de révolte de la population et placés sous l'autorité d'Alexis Philanthropénos. Ce général réussit à repousser les Turcs au-delà du Méandre. Soutenu par la population grecque d'Asie mineure et par ses troupes, Philanthropénos se rebelle en 1295, non sans hésitation. Néanmoins, cette révolte ne séduit pas les autres chefs militaires et Philanthropénos est arrêté avant d'être énucléé.
Andronic II envoie alors Jean Tarchaniotès lutter contre les Turcs en 1298. Malgré ses sympathies arsénites, il obtient le soutien de l'empereur et remporte d'importants succès qui lui permettent de recevoir des renforts. Mais, bientôt, l'opposition du patriarche à sa nomination et à celles de ses officiers le poussent à quitter son poste. Il est remplacé par d'autres généraux souvent médiocres et qui n'obtiennent pas de résultats probants dans la guerre contre les Turcs. En plus de cette absence d'officiers compétents, Andronic peine à trouver des soldats car les mercenaires quittent souvent le service de l'Empire en raison des impayés de solde. En 1302, il réussit à engager des Alains fuyant les Mongols. Ils sont placés sous le commandement de Michel IX qui établit son camp à Magnésie. Ce dernier fait alors preuve d'une étonnante passivité alors que les Turcs pillent les campagnes environnantes. Face à cette stratégie, les Alains non soldés finissent par quitter progressivement le service de l'Empire tandis que certains soldats grecs désertent. Michel IX décide alors de quitter Magnésie, suivi par ses soldats et la plupart des habitants, massacrés par les Turcs, tandis que les autres atteignent péniblement l'Europe où ils constituent un nouveau groupe de réfugiés.
Dans le même temps, un groupe de 2 000 Alains tient la frontière du Sangarios en Bithynie mais il doit faire face à une offensive turque victorieuse à Bapheus. À la suite de cette bataille, les campagnes sont ravagées et la population fuit alors en Europe. En 1304, les Byzantins dirigés par Progonos Sgouros sont de nouveau battus, confirmant l'impuissance de l'Empire à combattre la menace turque. Seul un secours extérieur paraît alors pouvoir sauver les dernières possessions asiatiques de l'Empire byzantin. Andronic demande d'abord l'aide de Mahmoud Ghazan Khan, gouvernant l'Ilkhanat de Perse, mais celui-ci meurt en 1304. Il tente de faire une offre comparable à son successeur en 1305 et, même si les Mongols promettent d'envoyer 40 000 hommes contre les Turcs selon Georges Pachymère, le seul résultat de ces contacts consiste en la prise d'une forteresse byzantine par les Ottomans, opération militaire destinée à sanctionner ces tentatives d'alliance. Cette nouvelle perte contribue à supprimer les communications directes entre Nicée et Nicomédie.

### La catastrophe catalane

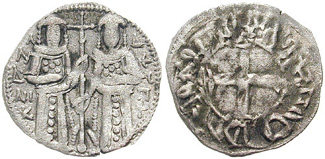
Monnaie d'Andronic II Paléologue et de Michel IX Paléologue.

À la suite de ces désastres militaires, l'armée byzantine est fortement diminuée et Andronic essaie de décréter le transfert des bénéfices ecclésiastiques au profit de l'effort de guerre, mais il se heurte à une forte résistance du clergé. En Asie mineure, les différentes places tentent de se défendre comme elles le peuvent. Ainsi à Cyzique, l'évêque Niphon tente de rebâtir les murailles de la ville tandis que Michel IX tient la ville de Pergame jusqu'à l'été 1303. Le salut de l'Empire semble alors être entre les mains d'un groupe de mercenaires catalans mené par Roger de Flor. Cette troupe se retrouve sans mission à la suite de la paix signée entre Frédéric II de Sicile et Charles II d'Anjou en 1302. Roger de Flor est assez vite informé de la situation de plus en plus désastreuse de l'Empire byzantin et il offre donc ses services à Andronic qui accepte toutes les conditions des Catalans. Ces derniers arrivent à Constantinople en septembre 1303 et ils sont vite envoyés à Cyzique pour préparer leur campagne contre les Turcs, accompagnés par un petit contingent byzantin dirigé par Maroulès. Leur offensive est fulgurante et très efficace, ce qui démontre que la puissance militaire des peuples turcs est loin d'être irrésistible et peine à s'opposer à une force organisée. Mais, à la différence d'autres mercenaires, la compagnie catalane refuse d'obéir aux chefs byzantins et n'hésitent pas à piller les populations grecques ou turques pour compléter leur butin. De surcroît, leurs succès restent sans lendemain, bien que Roger de Flor marche jusqu'aux frontières du royaume arménien de Cilicie.

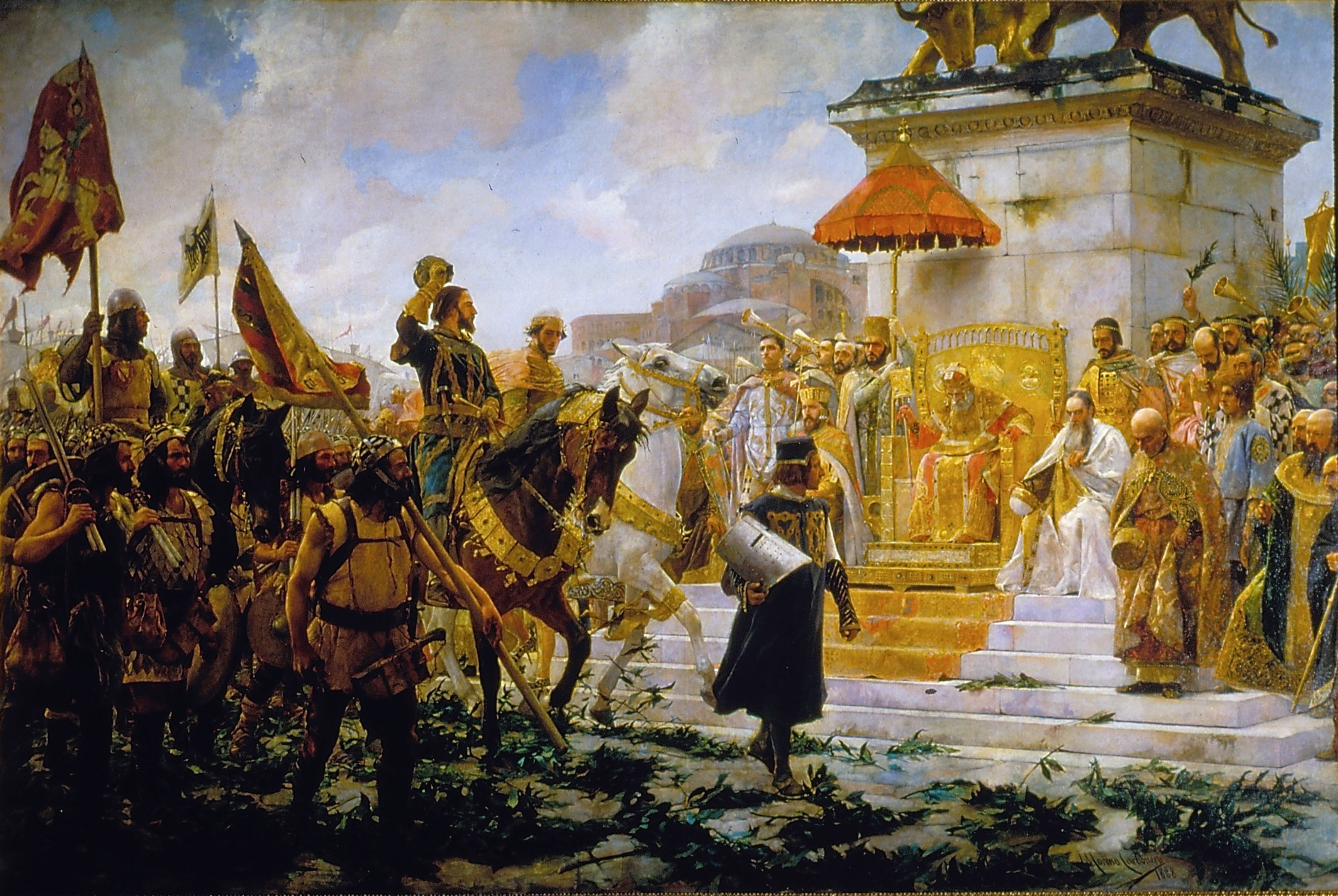
L'entrée de Roger de Flor à Constantinople par José Moreno Carbonero. Andronic II est assis, représenté en vieillard.

Éphèse est cependant reprise par les Turcs, peu après le départ des Catalans. Assez vite, les relations entre les Grecs et les mercenaires se dégradent et, lorsque Roger de Flor revient à Magnésie récupérer son butin, il trouve les portes de la ville fermées. Alors qu'il s'apprête à mettre le siège devant la cité, il est appelé par Andronic II pour combattre la menace bulgare. Menés par Teodor Svetoslav, qui s'est débarrassé de la tutelle mongole, les Bulgares ont envahi une partie du territoire impérial. Après une première défaite, Michel IX réussit à l'emporter contre les Bulgares mais sans pour autant faire disparaître la menace. Toutefois, les troupes de Michel IX refusent de combattre aux côtés des Catalans tandis que ces derniers exigent de récupérer leur butin avant de repartir combattre les Turcs. Finalement, un accord est trouvé en 1305 et Roger de Flor accepte de repasser en Asie mineure, mais il meurt assassiné par des Alains alors qu'il rend visite à Michel IX, peu avant son départ. Cet incident a des répercussions considérables car les Catalans quittent le service de l'empereur et se lancent dans une entreprise de pillage de la Thrace et font de Gallipoli une terre espagnole dirigée par Berenguer d'Entença. Michel IX est impuissant à les vaincre et les Catalans réussissent à faire passer 2 000 Turcs en Europe, qui s'associent à leur pillage. La Thrace devient très vite une terre dévastée et les Catalans finissent en 1308 par quitter cette terre devenue impuissante à les nourrir.
La présence catalane sur les terres byzantines réactive les projets angevins de conquête de Constantinople. En se remariant avec Catherine de Courtenay, Charles de Valois reprend l'héritage de l'Empire latin de Constantinople. Mais, de nouveau, cette menace n'est qu'apparente. Pourtant, en 1306, Charles de Valois s'allie avec Venise qui ne peut voir que d'un bon œil un rétablissement des Latins à Constantinople. Cela lui permettrait de retrouver sa domination économique sur la région. Clément V le soutient dans ses projets et excommunie Andronic II en 1307. En 1308, malgré la mort de sa femme, c'est avec le serbe Stefan Uroš II Milutin que Charles de Valois conclut une alliance. Enfin, certains dignitaires byzantins se disent prêts à soutenir les Angevins. Les Francs cherchent alors le soutien de la compagnie catalane qui domine la région de Cassandréia. Toutefois, malgré un accord en 1308, les Catalans décident de piller la Thessalie dirigée par Jean II Doukas. Après un an de pillages, les Catalans se dirigent vers le sud de la Grèce avant de vaincre en 1311 les troupes du duché d'Athènes dont elle prend le contrôle pour 80 ans. Cette défection des Catalans entrave l'action angevine dont le projet de restauration d'un Empire latin à Constantinople devient de plus en plus illusoire.
Le passage des Catalans laisse l'Empire byzantin ruiné. Il n'a pas permis la reconquête de l'Asie mineure car les Turcs reprennent leurs conquêtes dès le départ des Catalans, tandis que les Byzantins se résignent, en 1307, à céder les villes prises par les Bulgares (Mesembria, Anchialos, etc.). La province de la Thrace n'est plus qu'un « désert scythe » pour reprendre l'expression des historiens byzantins, tandis que les finances sont à sec. On estime qu'Andronic a donné près d'un million d'hyperpérion aux Catalans, soit bien plus que le revenu annuel de l'Empire byzantin. Face à de telles dépenses, la monnaie byzantine est de nouveau dévaluée en 1304. Andronic renforce le poids des taxes sur les propriétaires terriens de la Thrace mais aussi sur les monastères. Un nouvel impôt nommé sitokrithon est créé ; il correspond à une taxe sur le blé et l'orge. Chaque propriétaire doit céder une part de sa production qui est ensuite vendue sur les marchés en échange d'or et d'argent utilisés pour financer les Catalans. À Constantinople, l'arrivée massive de réfugiés couplée aux récoltes détruites par les Catalans entraîne une pénurie de biens alimentaires qui alimente un marché noir fructueux. Le patriarche Athanase Ier de Constantinople soutient fortement l'empereur dans sa lutte contre ce commerce illégal. Enfin, les Turcs, qui avaient rejoint les Catalans en Europe, continuent de répandre la terreur en Thrace et Michel IX échoue à les vaincre. Finalement, grâce au soutien des Serbes, la troupe turque dirigée par Halil est défaite dans la péninsule de Gallipoli en 1312.

## La désagrégation de l'Empire et la fin du règne d'AndronicIIPaléologue

### L'Asie mineure en détresse

Les beylicats turcs à la fin du règne d'Andronic II.

À la suite de l'épisode catalan, les Byzantins sont de plus en plus conscients de la situation désastreuse des possessions impériales en Asie mineure. Il est difficile d'établir la cartographie précise des différents émirats turcs de la région mais la plupart participe plus ou moins au grignotage des terres byzantines. Parmi ceux-ci, on peut noter les Germiyanides qui tiennent la Phrygie depuis la fin du XIIIe siècle. S'étendant d'Ankara à la vallée du Méandre, il perd peu à peu en puissance et ses territoires occidentaux proches de la mer Égée s'émancipent progressivement pour former des États indépendants. Au sud-ouest de l'Asie mineure, c'est l'émirat de Menteşe qui se développe au détriment des terres byzantines proches du Méandre. Cet émirat est aussi le premier à mettre en place une flotte en profitant notamment des anciens équipages byzantins sans emploi depuis la dissolution de la marine byzantine. Au nord, l'émirat d'Aydın s'émancipe de la tutelle des Germiyanides et s'empare d'Éphèse en 1304. En 1317, Mehmed Beg prend d'assaut la ville de Smyrne. Plus au nord enfin se trouvent les émirats des Saruhanides et de Karasi, qui ne connaissent pas la même réussite mais qui parviennent à s'emparer de grandes villes comme Pergame, Magnésie du Méandre ou encore de toute la Mysie. À ce moment-là, seule Philadelphie reste nominalement byzantine dans les faits.
Quant aux Ottomans, ils sont cantonnés au nord-ouest de l'Anatolie et au-delà du Sangarios. C'est un des émirats les plus petits mais aussi celui qui profite le plus de l'effritement de l'Empire byzantin. En 1307, il contrôle les campagnes environnantes et les villes de Nicée, Nicomédie et Brousse. L'Empire byzantin est alors impuissant car pris dans ses dissensions avec les Catalans et les Turcs, présents en Europe.

### La guerre civile

La Bulgarie au début du XIVe siècle.

#### Le contexte
À la fin des années 1310, la situation semble enfin se redresser pour l'Empire. Les Catalans se sont installés en Grèce tandis que les projets de rétablissement de l'Empire latin de Constantinople ont définitivement disparu. Les tensions au sein de l'Église ont été réglées. Enfin en 1318, la mort de Thomas d'Épire et de Jean II Doukas, sans successions, entraînent la disparition de la dynastie des Doukas. L'ancien despotat d'Épire devient le théâtre d'une lutte d'influence entre l'Empire et Niccolò Orsini, le comte de Céphalonie, lors de laquelle Constantinople parvient à reprendre le contrôle de la partie septentrionale de l'ancien despotat,. Malgré ces quelques succès, l'Empire fait bientôt face à une querelle dynastique qui sape ses forces.
La question de sa succession préoccupe très tôt Andronic II, qui associe son fils Michel IX Paléologue au trône dès 1294. Ce dernier devait initialement se marier avec Catherine de Courtenay, l'héritière du titre d'empereur latin de Constantinople, mais l'opposition du Saint-Siège fait échouer le projet et Michel doit se marier avec une fille du roi Léon III d'Arménie. Michel a deux fils de cette femme : Andronic et Manuel. Le premier, le futur Andronic III, obtient le titre de despote et, très tôt, Andronic II envisage de l'associer au trône pour consolider la dynastie des Paléologue, ce qu'il fait dès 1316. Mais, dans le même temps, il doit faire face aux exigences de sa deuxième femme, Yolande de Montferrat, avec laquelle il a trois fils. Yolande souhaite le partage de l'Empire entre ses trois fils et Michel IX, ce qui est inimaginable pour l'Empire byzantin. En désespoir de cause, elle finit par s'exiler à Thessalonique. Malgré ce renoncement, Andronic doit faire avec ses deux co-empereurs. Andronic III se révèle très vite être un personnage ambitieux et il craint de ne pas avoir le temps de monter sur le trône ou du moins, d'y arriver trop tard. Il est à l'origine d'un tragique accident lors duquel lui et ses hommes tuent par mégarde son frère Manuel. Ce choc précipite la mort de Michel IX, qui vient d'éprouver la mort de sa fille Anne, peu de temps auparavant. Le fils d'Andronic meurt en 1320, laissant Andronic III comme seul co-empereur. Déçu par l'attitude de son petit-fils, Andronic II décide de le déshériter au profit de son fils cadet Constantin, ce qui ouvre la voie à la première des guerres civiles sous l'ère Paléologue.
Si cette guerre civile éclate, c'est avant tout du fait de l'impopularité d'un empereur au pouvoir depuis 1282 dont le règne s'apparente pour ses contemporains à une suite de catastrophes. En 1320, l'Empire est ruiné financièrement et économiquement. Andronic II tente de parer à ce déclin par de nouveaux impôts qui écrasent un peu plus la population byzantine sous le poids des taxes. Ce ressentiment est accru par la relative prospérité des grands propriétaires terriens de Thrace. Au niveau extérieur, l'Asie mineure semble définitivement perdue et seules quelques villes résistent encore derrière leurs murailles à la poussée turque. Dès lors, il n'est guère étonnant de voir Andronic III soutenu par une grande partie de la population face à un empereur vieillissant, impopulaire et outrepassant ses pouvoirs en privant son petit-fils de tout droit à la succession.

#### La guerre
Andronic III bénéficie d'abord du soutien de l'aristocratie terrienne qui supprime l'impôt dans les villes de Thrace pour se concilier la population locale. Parmi ses alliés les plus proches figurent Jean VI Cantacuzène, Syrgiannès Paléologue et Théodore Synadénos. Le premier est un noble et ami d'enfance d'Andronic et, à l'image de Théodore Synadénos, un membre de l'aristocratie militaire et terrienne. À ces trois hommes, s'ajoute Alexis Apokaukos. Jean VI Cantacuzène et Syrgiannès Paléologue profitent du mécontentement de la population pour occuper des commandements divers en Thrace et lever des troupes. Les justifications à cette révolte sont doubles : d'une part renverser un empereur devenu impopulaire et d'autre part rétablir Andronic III dans ses droits légitimes. Andronic II réussit à faire arrêter son petit-fils mais, en 1321, ce dernier réussit à s'enfuir et à rejoindre ses partisans à Andrinople. Déclaré empereur, il conduit ses troupes aux portes de Constantinople où Andronic II accepte de signer un traité le 6 juin 1321, par lequel il divise l'empire en deux parties. Chacun des empereurs possède des droits égaux. Toutefois, Syrgiannès Paléologue décide de se rallier à Andronic II du fait de son mécontentement à l'égard de la préférence affichée d'Andronic III Paléologue pour Cantacuzène. Cela permet à Andronic II de reprendre la lutte contre son petit-fils en décembre 1321.

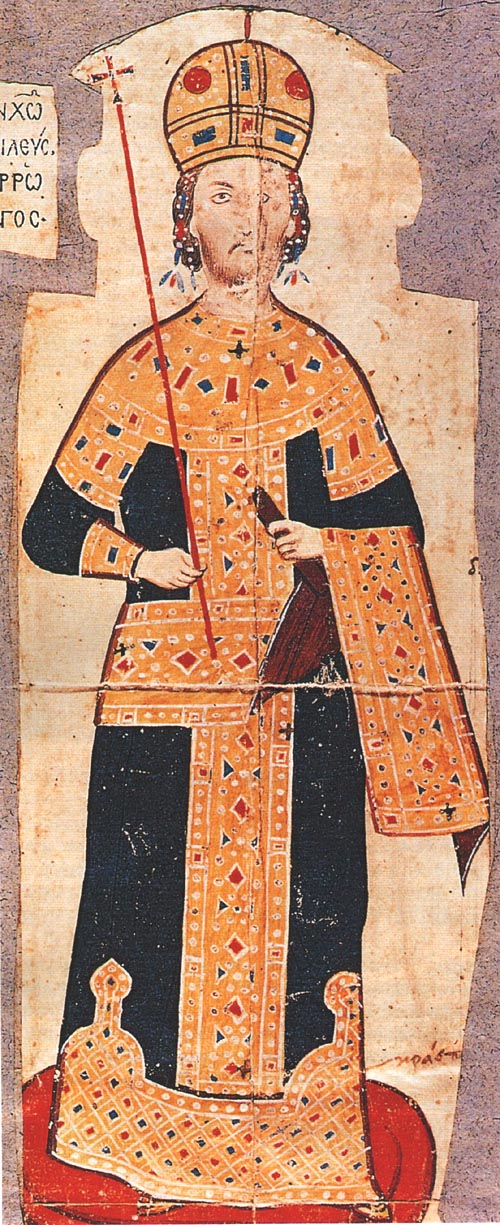
Andronic III, turbulent petit-fils d'Andronic II, profite de l'impopularité de son grand-père pour s'emparer du pouvoir.

Cette lutte armée épuise bientôt les ressources d'Andronic III qui doit compter sur l'aide de Jean VI Cantacuzène. Ce dernier lève une troupe de mercenaires à ses frais tandis que la popularité croissante d'Andronic III est symbolisée par le ralliement de Thessalonique et de l'île de Lesbos à la cause rebelle. En juillet 1322, un nouvel accord est signé qui instaure une diarchie à la tête de l'Empire, mais dans les faits, c'est Andronic II qui exerce la réalité du pouvoir tandis qu'Andronic III réside à Didymotique où il se charge de la défense de l'Empire contre les Bulgares. Ces derniers menacent Andrinople, après avoir pris Philippopolis. Après avoir repoussé les Bulgares, Andronic III pénètre en Bulgarie et il laisse un de ses généraux reprendre Philippopolis. Peu après, Andronic III reçoit l'assurance d'être l'héritier d'Andronic II puis il est finalement couronné empereur en 1325. Cependant, cette bonne entente apparente cache une profonde méfiance entre les deux empereurs.
Sur un plan extérieur, la guerre civile et le partage des tâches a des conséquences néfastes pour l'Empire, qui peine à lutter contre ses adversaires extérieurs. En désespoir de cause, Andronic II rappelle Alexis Philanthropénos pour lutter contre les Turcs qui assiègent Philadelphie. Malgré sa cécité et son âge, il réussit à repousser les Turcs mais rien n'est possible contre les agissements des flottes turques en mer Égée. Sur le front européen, les Byzantins réussissent à faire la paix avec les Bulgares car le nouveau tsar Mikhail III Chichman Asen épouse Théodora, la veuve de son prédécesseur et fille de Michel IX Paléologue. Toutefois en 1326, la ville de Brousse tombe aux mains des Ottomans. L'instabilité politique de l'Empire est confirmée par la révolte de Jean Paléologue, le neveu d'Andronic II et gouverneur de Thessalonique qui réussit à gagner le soutien des Serbes mais meurt dès 1326. Cet intérêt des Serbes pour la politique de l'Empire se confirme à l'automne 1327 lorsque la guerre civile est sur le point de reprendre. En mai 1327, Andronic III signe un traité d'alliance avec son beau-frère et khan des Bulgares Mikhail III Chichman Asen. Ce traité prévoit le soutien d'Andronic III dans la lutte de Mikhail III Chichman Asen contre les Serbes si Michel soutient Andronic III contre son grand-père. En réaction, Andronic II s'allie avec Stefan Uroš III Dečanski, le roi de Serbie.
Durant l'automne 1327, les deux empereurs échangent des lettres de plus en plus agressives pendant qu'Andronic II semble perdre tout sens de la mesure et tient absolument à dénier à Andronic III tout droit sur la couronne. Dans le même temps, les promesses d'Andronic III lui permettent de gagner en popularité. En juin 1328, la ville de Thessalonique se place de son côté tout comme la majeure partie de la Macédoine byzantine. Malgré leur promesse d'intervention, les Serbes restent passifs et Andronic II doit faire appel aux Bulgares qui acceptent de renier leur alliance avec Andronic III. Cependant, ce dernier barre le passage à l'armée bulgare et persuade son chef de se replier. Le dernier soutien d'Andronic II disparaissant, c'est son trône qui est perdu. Le 23 mai 1328, Andronic III pénètre dans Constantinople grâce au soutien de ses partisans à l'intérieur de la ville. Accompagné de 800 hommes, Andronic III dépossède son grand-père, sans violence. Devenu presque aveugle, Andronic II devient moine sous le nom d'Antoine et se retire en 1330 dans un monastère où il meurt le 13 février 1332.

## Le renouveau culturel sousAndronicII

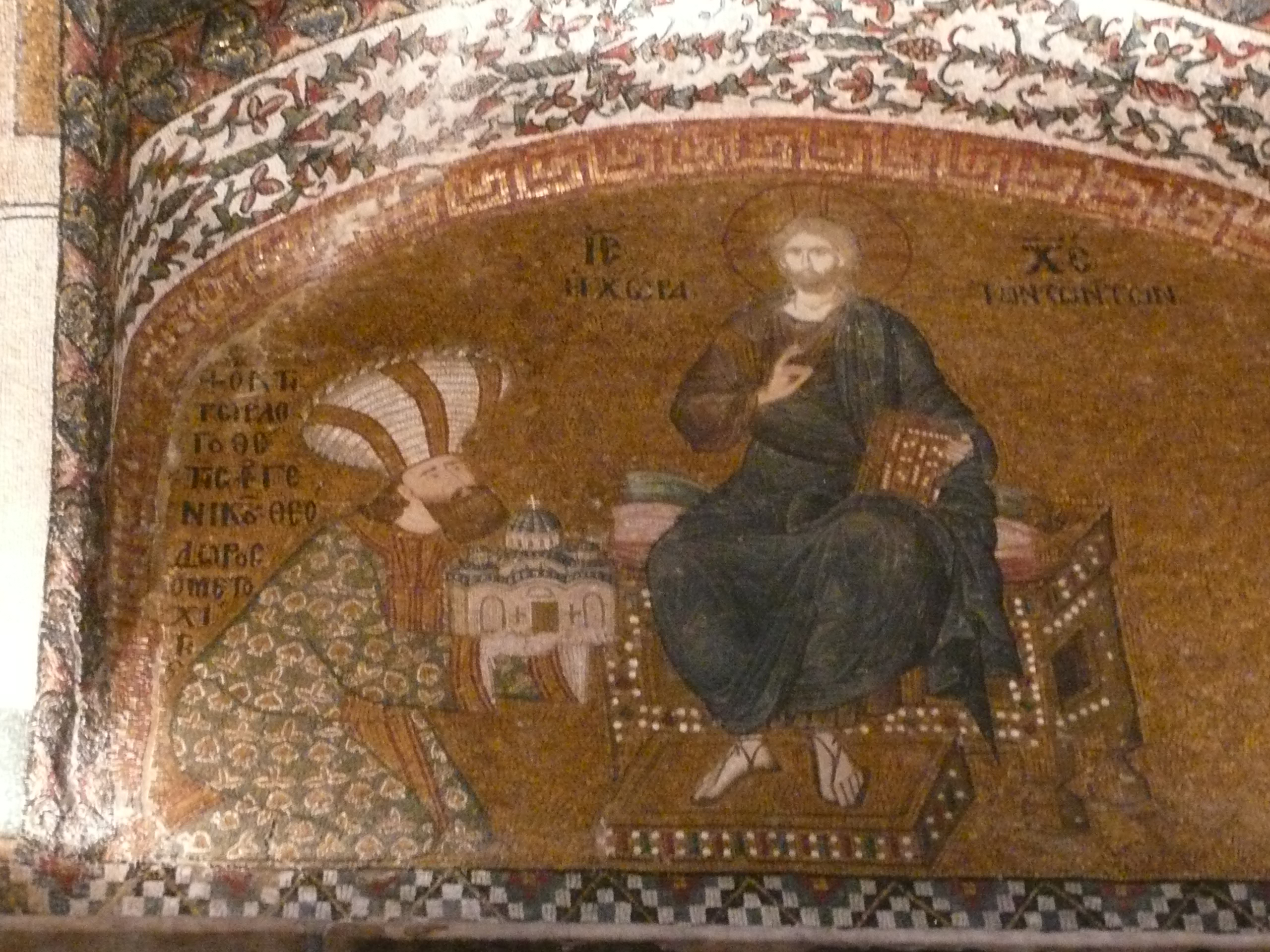
Mosaïque du Christ sur le trône au-devant duquel Théodore Métochitès présente l'église Saint-Sauveur-in-Chora où se trouve cette œuvre d'art.

Si Andronic II a subi de nombreuses critiques sur sa gestion de l'Empire, son rôle de protecteur de la culture lui est généralement reconnu. Il règne au moment d'un renouveau culturel qui remonte à l'époque de Nicéphore Blemmydès sous l'Empire de Nicée. Menacé de toutes parts, l'Empire byzantin se réfugie dans son riche et glorieux passé antique et nombre d'ouvrages anciens sont redécouverts, étudiés et commentés. Ce mouvement contraste avec le déclin politique de l'Empire. Andronic II s'entoure de nombreux intellectuels, au premier rang desquels sont Théodore Métochitès et Nicéphore Choumnos qui l'épaulent dans le gouvernement de l'Empire. Il n'hésite pas à présider des assemblées savantes et fonde le Mouseion (le « Musée »), une institution qui pourrait être comparée à une université, témoignant de son intérêt vif pour la culture, même s'il ne s'adonne pas lui-même à l'écriture par exemple. C'est une époque où le mécénat est répandu dans l'aristocratie avec, entre autres, les parrainages de Michel Glabas Tarchaniotès qui concernent aussi l'architecture. À cet égard, les restaurations entreprises sous la direction de Théodore Métochitès au sein de l'église Saint-Sauveur-in-Chora sont les plus remarquables.

## Mariages successifs
En 1272, Andronic II épouse Anne de Hongrie, fille du roi Étienne V de Hongrie ; si ce mariage est arrangé par son père Michel VIII Paléologue pour des raisons politiques, il n'en est pas moins heureux et Andronic II est très affecté du décès de son épouse, en 1281. Deux enfants naissent de cette union :
- Michel, qui devient le basileus associé Michel IX Paléologue.
- Constantin Porphyrogénète, qui reçoit le titre de despote.

En 1284, Andronic II se remarie avec Yolande de Montferrat, fille de Guillaume VII de Montferrat et de Béatrice de Castille. Ce mariage permet à Andronic II de s'assurer le titre de « roi de Thessalonique », porté par son beau-père, et d'étendre les prétentions de la famille Montferrat sur Thessalonique. Rebaptisée « Irène », cette seconde épouse lui donna quatre enfants :
- Théodore Paléologue, qui hérite de sa mère et devient le marquis Théodore Ier de Montferrat en Italie, où il fonde une autre dynastie Paléologue.
- Jean Paléologue, qui épouse une fille du ministre Nicéphore Choumnos et meurt sans postérité.
- Démétrios Paléologue, qui laisse trois enfants.
- Simone Paléologue, née en 1292 et morte en 1340, mariée en 1300 avec Stefan Uroš II Milutin de Serbie (mort en 1321).

Soucieuse de respecter les traditions latines, Irène exige que l'Empire soit partagé entre tous les enfants d'Andronic, assurant ainsi une part de l'héritage à ses propres fils au détriment de Michel IX Paléologue. Andronic s'y oppose et Irène quitte Constantinople avec ses fils pour s'établir à Thessalonique où elle ne cesse plus d'intriguer contre son époux. Elle y meurt en 1317.

## Historiographie

L'Empire byzantin à la fin du règne d'Andronic II.

L'avis des historiens byzantins contemporains sur le règne d'Andronic II est assez fluctuant et dépend de leur proximité avec l'empereur. Ainsi, des hommes tels que Nicéphore Choumnos ou Théodore Métochitès, qui ont été premiers ministres de l'empereur, sont assez laudateurs envers l'empereur, vu comme le pourfendeur des Turcs par Théodore Métochitès. Toutefois, de nombreux auteurs postérieurs à son règne ont émis des avis négatifs sur Andronic II, jugé médiocre et faible. Son règne, qui voit l'Empire byzantin devenir un État soumis aux volontés de ses voisins, est perçu comme le début du déclin irrémédiable de l'Empire byzantin, dont Andronic II serait directement responsable. Dans son Histoire de la décadence et de la chute de l'Empire romain, Edward Gibbon est particulièrement sévère à son encontre et le décrit comme « l'esclave de la superstition la plus absurde », plus effrayé par les flammes de l'enfer que par les périls directs qui menacent l'Empire. Paul Lemerle qualifie ainsi Andronic II de souverain « peu énergique ». Selon Michel Kaplan, si le règne d'Andronic est parmi les plus longs de l'histoire byzantine, il n'est sans doute pas le plus glorieux mais précise que la situation dont il hérite est des plus précaires.
Aujourd'hui, l'avis qui prédomine est celui d'un dirigeant volontaire, désireux de s'attaquer aux maux de l'Empire, mais dépassé par l'ampleur de la tâche. S'il est certain que sous son règne l'Empire cesse définitivement d'être une grande puissance et devient un État soumis aux influences de ses voisins, Andronic II n'en est pas l'unique responsable. Ainsi, pour Georg Ostrogorsky, « Andronic II n'était pas un homme d'État de grande envergure, mais ce n'était pas du tout non plus le faiblard incapable que les historiens modernes nous montrent d'ordinaire ». Selon lui, c'est avant tout l'ampleur des défis pesant sur l'Empire qui est la cause de son déclin, les vices internes de l'État byzantin étant incurables. Dans une optique similaire, Louis Bréhier critique avant tout les réformes de l'empereur, qui n'est pas inconscient des faiblesses de l'Empire mais ne réussit pas à les combattre efficacement. « Andronic II fut surtout un velléitaire, n'ignorait pas les maux de l'empire et s'efforçait d'y remédier par des réformes parfois bien conçues, comme sa réforme judiciaire, mais il ne tenait pas suffisamment la main à leur application et elles n'apportaient aucune amélioration ». À l'image d'Ostrogorsky, Louis Bréhier admet que les moyens dont disposent Andronic II sont insuffisants pour combattre la crise de l'Empire. Tout comme Donald MacGillivray Nicol, il met en avant le succès des réformes judiciaires d'Andronic II ainsi que son rôle primordial dans la renaissance culturelle de cette époque.

### AndronicIIPaléologuedans la culture populaire
Dans la série télévisée turque Kuruluş: Osman, qui relate la vie d'Osman Ier, le fondateur de l'Empire ottoman, il est interprété par Ümit Belen.